# هملكون
هملكون، قائد عسكري، بحار مستكشف وشقيق حانون القرطاجي، قاد رحلة إستكشافية بحرية في عام 450 قبل الميلاد وتوجهت نحو السواحل الأطلسية الأروبية حتى بلغ الجزر البريطانيّة و إيرلندا.

## الرحلة
تقريباً في الوقت ذاته الذي قام فيه حانون القرطاجي برحلته إلى مركبة الآلهة أتم أبناء قرطاج بقيادة أخيه هملكون رحلة إستكشاف جديدة قادتهم إلى شمال إسبانيا والبرتغال و الجزر البريطانيّة و إيرلندا ، ويظهر أن القرطاجيّين كانوا يقومون بعدها برحلات تجاريّة منظمة إلى أسواق القصدير على شبه جزيرة كورنوال ، وأن القصدير الضروري لأدواتهم البرونزيّة كان يأتي في غالبيته من أسواقها وفي ما يلي مقاطع عن الرحلة البحرية التي قام بها الرحالة القرطاجي هملكون Himilcon إلى أوروبا :
أراضي هذا الكون الواسع يمتدون إلى بعيد ومحاطون بالمياه من كل الجهات . هنا أين أمواج المحيط تضغط وتصطدم لتدخل إلى حوض بحرنا يبدأ المحيط الأطلنطي، هنا مدينة غدير Gaddir ( اسم فينيقي ويعني : المدينة المحاطة بالأرصفة ) التي كان اسمها سابقا طرتسّوس Tartessus ، هنا نجد أعمدة هرقل، عبيلة وكلبي Abila – Calpé ( عبيلة اسم شرقي بحت لعدة أماكن بالمشرق ) ، الأراضي المجاورة يسارا تنتمي لليبيين، المنطقة الأخرى بالجزء البعيد نجدها عرضة للرياح الشمالية الصاخبة . يسكنها السلتيون ( الكلتيون Celtes ) ، وهنا يرتفع الرأس البحري المسمى في القديم Oestrymnon ، حيث كل قمته الحجرية تنحني وتمتد حتى إلى الوسط المعتدل . وعند قدميه نجد الخليج المعروف عند السكان باسم خليج Oestrymnon وبهذا الخليج ترتفع جزر Oestrymnides الغنية ب القصدير والرصاص …. تدوم الرحلة يومين من هنا إلى الجزيرة المقدسة ( إيرلندا ) كما كانوا يسمونها سابقا .